# Sphrageidus pusillima
Sphrageidus pusillima är en fjärilsart som beskrevs av Embrik Strand. Sphrageidus pusillima ingår i släktet Sphrageidus och familjen tofsspinnare. Inga underarter finns listade i Catalogue of Life.